# Trade Center-mae (métro d'Osaka)
Trade Center-mae (トレードセンター前駅, Torēdosentā-mae-eki) est une station du métro d'Osaka sur la ligne Nankō Port Town dans l'arrondissement de Suminoe à Osaka.

## Situation sur le réseau
La station Trade Center-mae est située au point kilométrique (PK) 0,6 de la ligne Nankō Port Town, entre les stations Cosmosquare et Nakafuto.

## Histoire
La station a été inaugurée le 16 mars 1981.

## Services aux voyageurs

### Accès et accueil
La station est ouverte tous les jours.

### Desserte
- Ligne Nankō Port Town :
  - voie 1 : direction Suminoekoen
  - voie 2 : direction Cosmosquare

## Dans les environs
- Asia & Pacific Trade Center.
- Intex Osaka
- Grand Prince Hotel Osaka Bay
- Osaka World Trade Center (officiellement :  Bâtiment Sakishima du Gouvernement de la Préfecture d'Osaka)
- le siège social de Mizuno